# Sherlock – Der leere Sarg
Der leere Sarg (Originaltitel: The Empty Hearse) ist die erste Episode der dritten Staffel der britischen Fernsehserie Sherlock. Der Titel entstammt der Originalgeschichte Das leere Haus (Originaltitel: The Adventure of the Empty House) und bezieht sich auf den von Philip Anderson gegründeten gleichnamigen Sherlock-Fanclub.

## Handlung
Zwei Jahre nach dem Reichenbachfall wird Sherlock in Serbien aufgespürt und gefoltert. Von seinem Bruder Mycroft wird er befreit und nach London zurückgeholt, um einen terroristischen Bombenanschlag zu verhindern. Inzwischen gibt es zwar etliche Verschwörungstheorien, wonach Sherlock überlebt haben soll, allerdings halten ihn seine Freunde immer noch für tot. Sherlock hat in den letzten beiden Jahren Moriartys Imperium ausgehoben und fiebert einem Treffen mit John entgegen. Dieser ist jedoch tief getroffen davon, dass Sherlock ihn nicht in seinen Plan eingeweiht hat, und wendet sich von Sherlock ab.
Johns Verlobte Mary Morstan versucht, ihn zu einer Aussöhnung mit Sherlock zu überreden. John wird jedoch auf offener Straße von Unbekannten entführt und in einem Holzhaufen für ein Freudenfeuer begraben. Gerade noch rechtzeitig können Sherlock und Mary, geleitet von einer verschlüsselten SMS, zu diesem Freudenfeuer gelangen und John retten, bevor dieses im Rahmen der Bonfire Night entzündet wird.
Sherlock und John nehmen zusammen Ermittlungen auf, um den Anschlag eines „Untergrund-Terrornetzwerkes“ zu verhindern. Es stellt sich heraus, dass auf einer U-Bahn-Strecke (engl. underground, dt.: „Untergrund“) unterhalb des Parlamentsgebäudes eine Bombe gezündet werden soll, während das britische Parlament über ein neues Anti-Terror-Gesetz debattiert. Sherlock und John entdecken die Bombe in einem U-Bahn-Wagen und entschärfen sie. Der Auftraggeber des Bombenanschlags wird verhaftet, Sherlock und John werden als Helden gefeiert. In der letzten Einstellung sieht man einen alten Mann, der sich wieder und wieder ein Video anschaut, das zeigt, wie Sherlock John aus dem Freudenfeuer zieht.

## Video-Veröffentlichungen
Diese Episode erschien zusammen mit den beiden weiteren Folgen der dritten Staffel am 10. Juni 2014 in Deutschland auf DVD und Blu-ray Disc.

## Kanonverweise
- Wie in „Das leere Haus“ nähert sich Sherlock John in Verkleidung und enttarnt sich plötzlich. Wie der alte Mann kam er als Buchhändler verkleidet in Watsons Praxis und bot ihm 3 Bücher mit ähnlichen Titeln  zum Kauf an.
- Sherlock beschreibt, dass es eines von 13 Szenarien war, mit einer japanischen Ringkampf-Technik zu entkommen. In „Das leere Haus“ erzählt Holmes, dass er mit „Bartitsu“ gegen Moriarty gekämpft hat. Ein Poster mit dieser Technik hing in „Ein Skandal in Belgravia“ in Sherlocks Zimmer.
- Die Episode mit dem Klienten, der seiner Stieftochter einen Freund vorspielt, um sie durch die Enttäuschung dieser Beziehung vom Heiraten abzuhalten und weiter von ihrem Einkommen zu profitieren, entstammt der Originalgeschichte „A case of Identity“/„Eine Frage der Identität“.
- John nennt Sherlock kurz vor ihrem vermeintlichen Tod den besten und klügsten Menschen, den er je gekannt habe. Watson bezeichnet Holmes mit dem letzten Satz in seinem Nachruf in „The Final Problem“/„Das letzte Problem“ ebenso.
- Sherlock und Mycroft führen wie in „The Greek Interpreter“/„Der Griechische Dolmetscher“ eine gemeinsame Deduktion durch. Die Deduktion an einem Hut über dessen Besitzer führt Holmes Watson in „The Blue Carbuncle“/„Der blaue Karfunkel“ vor.
- Das Element der verschwundenen U-Bahn erinnert an die Doylesche Erzählung "Der verschollene Zug", die zwar offiziell nicht zum Holmes-Kanon zählt, ihn aber tangiert.

## Trivia
- Der Plan, das Parlamentsgebäude zu sprengen, geht auf Verschwörer um Guy Fawkes mit ihrem Gunpowder Plot zurück, welchem durch die ebenfalls vorkommende Bonfire Night gedacht wird.
- Der U-Bahn-Wagen mit der darin befindlichen Bombe in einer verlassenen U-Bahn-Station ist eine Referenz an V wie Vendetta.
- Die im Überwachungsvideo fahrenden U-Bahn-Wagen (Tube) entsprechen nicht dem Typ der später gezeigten, mit Bomben präparierten U-Bahn-Wagen (Sub-Surface).
- Zeitweise wird Sherlock mit Molly von einer weiblichen Assistentin begleitet.
- In Andersons erstem Erklärungsansatz, wie Sherlock womöglich überlebt haben könnte, spielt sich der Mentalist Derren Brown kurzzeitig selbst: Er „betäubt“ John, um die Präparation einer falschen Leiche zu decken. Lestrade hält diese Idee jedoch für völligen Blödsinn.